# San Cristóbal Acasaguastlán
San Cristóbal Acasaguastlán é uma cidade da Guatemala do departamento de El Progreso.